# Hydroptila brissaga
Hydroptila brissaga är en nattsländeart som beskrevs av Malicky 1996. Hydroptila brissaga ingår i släktet Hydroptila och familjen smånattsländor. Inga underarter finns listade i Catalogue of Life.